# 西武1形電気機関車
西武1形電気機関車（せいぶ1がたでんききかんしゃ）、およびA1形電気機関車（A1がたでんききかんしゃ）は、かつて西武鉄道に在籍した電気機関車である。
西武鉄道において、1形の形式称号を付与された電気機関車は過去3代にわたって存在したが、いずれも導入後の比較的早期に他事業者へ譲渡されたことから、各形式の西武鉄道における在籍期間は最長で7年に過ぎない。

## 世代別解説

### 1形（初代）・A1形
信濃鉄道が同社の保有路線の電化完成に際して、1926年（大正15年）から1927年（昭和2年）にかけて新製発注した、28 t級凸形車体を備えるウェスティングハウス・エレクトリック (WH) 社製の輸入機である1形電気機関車を前身とする。後年の信濃鉄道の国有化に伴って鉄道省の保有する電気機関車となり、ED22形の形式称号を付与されたのち、ED22 1が1948年（昭和23年）に、ED22 3が岳南鉄道への貸与を経て1956年（昭和31年）にそれぞれ西武鉄道へ払い下げられた。前者は1形（初代）1を称し、後者は導入当時既に1形の形式称号を付与された他形式（後述する3代目1形電気機関車）が在籍したことからA1形A1と区分された。
1形（初代）およびA1形の前身である信濃鉄道1形電気機関車は、西武鉄道の前身事業者である武蔵野鉄道が新製発注した11形電気機関車（旧デキカ10形）と同形機であり、運転台が11形においては進行方向右側配置であったのに対し、1形（初代）・A1形は左側配置であったことから、前後妻面の乗務員扉および車体の前後に張り出した機械室の位置関係が左右逆転している点が異なる程度であった。
1形（初代）1は導入後間もない1948年（昭和23年）11月に近江鉄道へ貸与され、翌1949年（昭和24年）9月に正式譲渡された。またA1形A1は1960年（昭和35年）7月に松本電気鉄道（現・アルピコ交通）へ譲渡された。従って1形（初代）およびA1形の在籍時期は重複していない。

### 1形（2代）
戦後、西武鉄道が自社発注した凸形車体を備える35 t級電気機関車。詳細は後述。

### 1形（3代）
伊那電気鉄道が貨物列車牽引を目的として、1923年（大正12年）に新製発注した、40t級凸形車体を備える芝浦製作所（現・東芝）製の国産機であるデキ1形電気機関車を前身とする。伊那電気鉄道の戦時買収に伴って同形式も鉄道省籍に編入され、戦後ED31形の形式称号を付与されたのち、1955年（昭和30年）6月にED31 1とED31 2の2両が西武鉄道へ払い下げられ、同年8月に竣功し1形（3代）1・2を称した。なお、同2両は導入当初新1形とも呼称された。
1形（3代）は主に多摩川線において砂利輸送列車牽引に供されたのち、1960年（昭和35年）5月に2両とも近江鉄道へ譲渡された。当時近江鉄道は既にED31 3 - ED31 5の3両を日本国有鉄道（国鉄）より直接払い下げを受けて保有しており、同2両の譲渡によって、別途国鉄より上信電鉄へ払い下げられたED31 6を除く全6両中5両が近江鉄道に在籍することとなった。

## 1形（2代）の概要
以下、本項では1形電気機関車（2代）について詳述する。
戦後に成立した現・西武鉄道における初の新製電気機関車として、31形電気機関車31と同一ロット（製造No.30025）によって、1947年（昭和22年）5月に東芝車輌（後に東芝へ吸収合併、現・東芝府中事業所）において1両が新製された。ただし、西武鉄道側の竣功図においては1948年（昭和23年）3月竣功とされており、実際の入線時期は書類上の落成時期よりも遅かったものと推定されている。
軸配置Bo-Boの動軸を4軸備える「D形電機」で、一般に「東芝製戦時標準形機関車（以下『東芝戦時形電機』と記す）」と称される凸形車体を備える点は31形と共通するが、31形は自重40 t級のいわゆる40 t機であったのに対して、本形式は一回り小型の35 t機であった。落成当初は51形（初代）51の記号番号を付与されたが、1950年（昭和25年）に国鉄よりED12形電気機関車の払い下げを受けて51形（2代）として導入したことに伴って、1形（2代）1と改称・改番された。
1955年（昭和30年）6月には1号機と全く同一の車体を備える電気機関車を1両、西武所沢車両工場において新製した。東京芝浦電気の下請けで製造されたとされる同車は、1形（2代）2として落成したものの、2号機は西武鉄道の籍に編入されることなく同年8月に豊橋鉄道へ譲渡され、同社デキ1000形1001となった。デキ1000形としての竣功に際しては東京芝浦電気製の新車として扱われ、書類上譲渡扱いとはなっていない。
構内入換用機関車として運用された1号機についても、1955年（昭和30年）9月に栗原鉄道（後のくりはら田園鉄道）へ譲渡され、同社ED35形ED351（初代）となった。なお、譲渡後の同車も「1955年（昭和30年）9月 東京芝浦電気製」の新車として扱われており、西武鉄道在籍当時の1号機は未認可・無車籍の構内入換機として運用されていたとされる。

## 車体
全長9,650 mmの台枠上に、前後寸法3,130 mmの運転室を中央部に設け、運転室前後に主要機器を収納した機械室を有する凸形の車体を備える。運転室および機械室は工作の簡易化を目的として直線基調で構成され、機械室前端部には前傾角を設けた、東芝戦時形電機と称される電気機関車各形式としての標準的な外観を持つ。運転室側面には乗務員扉と落とし窓式の側窓を1枚備え、前後妻面には屋根部を延長する形で短い庇が設置され、2枚の横長形状の前面窓を備える。
ただし、他の東芝戦時形電機においては通常乗務員扉と前面窓の上端部が同一の高さに設けられるところ、本形式は前面窓が若干下方に位置しているほか、運転室に対して前後機械室の上下・左右寸法が相対的に小さく、本形式と同じく東芝製標準形35 t機である宮城電気鉄道ED35形と比較しても外観上の印象および各部寸法が大幅に異なる。また、本形式の車体全幅は地方鉄道法における規定数値範囲内である2,645 mmと狭幅設計となっているなど、本形式の車体設計は東芝戦時形電機の原形として位置付けられる1935年（昭和10年）に福武電気鉄道（現・福井鉄道）向けに新製された25 t級電気機関車のデキ1形との共通点が数多く存在する。
運転台は運転席を枕木方向すなわち横向きに設置し、搭載する運転関連機器を1セットのみとして、運行時には運転士が進行方向によって顔の向きを変えるという、東芝戦時形電機における標準仕様が踏襲され、運転関連機器を前後各1セット搭載し運転席が軌条方向すなわち縦向きに設置されている宮城電気鉄道ED35形とは仕様が異なる。
前照灯は白熱灯式の取付型で、前後妻面幕板上部に1灯ずつ、後部標識灯は前後の機械室前端下部に左右1灯ずつそれぞれ設置された。

## 主要機器
前述の通り、主要機器は車体前後の機械室へ収納され、飯能・西武新宿側の「第一機械室」に制御装置・断流器を、池袋・本川越側の「第二機械室」に電動空気圧縮機 (CP) ・逆転器・低圧電源用抵抗器をそれぞれ搭載し、主回路抵抗器は第一・第二機械室双方の前端部へ分散して搭載した。

### 制御装置
電空単位スイッチ式手動加速仕様で、主電動機を4基直列で接続する直列ノッチ・2基直列2群で接続する並列ノッチの直並列2段組合せ抵抗制御による速度制御を行う。

### 主電動機
芝浦製作所製の直流直巻電動機SE-102を1両あたり4基、全軸に搭載する。同主電動機は日本国有鉄道（国鉄）の前身組織である鉄道院がデロハ6130形・デハ6340形電車の新製に際して採用したゼネラル・エレクトリック (GE) 社製GE-244Aの国内ライセンス生産品で、後に鉄道省においてGE-244Aとともに「MT4」の制式型番が付与された機種であり、また西武鉄道の前身事業者である武蔵野鉄道の旅客用車両における標準型主電動機として採用された機種であった。
1号機は同主電動機の端子電圧675V時における一時間定格出力を100 kWと公称、歯車比を3.24 (68:21) に設定、定格牽引力は4,230 kgf、定格速度は33.5 km/hである。
2号機については導入された豊橋鉄道渥美線の架線電圧が600V規格であったことから、端子電圧600 V時における一時間定格出力を78.3 kWと公称、歯車比は3.42 (65:19) と異なり、定格牽引力3,440 kgf、定格速度33.0 km/hであった。
駆動方式は2両とも1段歯車減速吊り掛け式である。

### 台車
東芝戦時形電機における標準台車である板台枠台車ではなく、本来電車用台車として設計・製造された、鉄道省制式台車である形鋼組立型釣り合い梁式台車のDT11 (TR22) を装着する。装備する車輪の直径が910 mmと小さいことから、本形式への装着に際しては心皿部分にスペーサーを挿入し車高を確保した。その他、空転対策として各軸へ砂箱が設置されるなど小改造が実施された。

### 制動装置
常用制動として自動空気ブレーキを使用し、運転台に設置された制動操作弁のコック切替による直通ブレーキとの切替機能を備える。その他、手用制動を併設する。

### 補助機器類
集電装置は菱形パンタグラフを採用、1両あたり1基搭載する。
連結器は前後とも並形自動連結器を採用した。
なお、本形式は電動発電機 (MG) を搭載せず、制御装置・各灯具の動作などに必要な低圧電源については、低圧電源用抵抗器によって降圧した架線電圧を使用する。

## 運用
導入後の1号機は、主に当時西武鉄道が実施していた屎尿輸送の発送駅構内における貨車の入換用途に充当されたが、1953年（昭和28年）3月31日付で屎尿輸送が廃止された後は余剰となり、上石神井駅構内側線において休車状態で留置された。
同時期には栗原鉄道が同社路線の762mm軌間から1,067mm軌間への改軌に伴う車両代替を目的として、西武鉄道に在籍した中古電車の譲渡に関する交渉を行っていた。さらに栗原鉄道が従来保有した電気機関車は低出力の小型機であったことから、より強力な電気機関車を別途増備する必要が生じたため、折りしも西武鉄道において休車状態であった1号機が譲渡されることとなり、1955年（昭和30年）9月22日付認可で栗原鉄道ED35形ED351（初代）として落成後初めて正式に鉄道車両としての認可を受けた。
また2号機は前述の通り、西武鉄道における運用実績のないまま豊橋鉄道へ譲渡され、1形（2代）は形式消滅した。
栗原鉄道ED35形ED351（初代）となった1号機は、西武鉄道各路線の架線電圧が1,500Vであったのに対し栗原鉄道線の架線電圧は750Vであったことから譲渡に際して主回路の結線変更など降圧改造を実施したほか、歯車比を3.94 (67:17) に変更し、定格牽引力は4,250 kgf、定格速度は32.0 km/hとなった。同機は改軌直後における同社路線の貨物輸送の主力機として運用され、1961年（昭和36年）には圧力計の追加など空気制動関連の改造を受けたが、東武鉄道より同社日光軌道線に在籍したED610形電気機関車を譲り受けたことに伴って、1969年（昭和44年）4月1日付で廃車となり解体処分された。
豊橋鉄道デキ1000形1001となった2号機は、導入後は小野田セメント（現・太平洋セメント）の私有機として扱われ、1968年（昭和43年）11月にデキ350形351と改称・改番された。1984年（昭和59年）2月の同社渥美線における貨物輸送廃止後は余剰となり、同年3月29日付で除籍され小野田セメント田原工場へ返却されたのち、解体処分された。
以上の経緯により、1形（2代）の形式称号を称した2両はいずれも現存しない。